# Assani Lukimya-Mulongoti
Assani Lukimya-Mulongoti (Uvira, 25 januari 1986) is een Congolees-Duits voormalig voetballer die doorgaans speelde als centrale verdediger. Tussen 2004 en 2025 was hij actief voor Hertha BSC II, Hansa Rostock II, Hansa Rostock, Carl Zeiss Jena, Fortuna Düsseldorf, Werder Bremen, Liaoning Hongyun, KFC Uerdingen, MSV Düsseldorf en 1. FC Monheim. Lukimya maakte in 2008 zijn debuut in het voetbalelftal van Congo-Kinshasa en kwam uiteindelijk tot drie interlandoptredens.

## Clubcarrière
Al op jonge leeftijd verhuisde Lukimya naar Berlijn, waar hij in de jeugd speelde van SV Norden Nordwest 1898 en Tasmania Berlin. In 2004 werd hij overgenomen door Hertha BSC, waar hij bij de beloften ging spelen. Na drie jaar tekende de verdediger bij Hansa Rostock, waar hij tevens eerst een jaar bij de reserves speelde, alvorens voor het eerste elftal uit te komen. In 2009 vertrok Lukimya bij Hansa en na een tijd tekende hij bij Carl Zeiss Jena.
Op 20 april 2010 maakte hij bekend te gaan vertrekken bij Carl Zeis Jena en hij tekende op diezelfde dag een tweejarige verbintenis bij Fortuna Düsseldorf. Op 24 mei 2012 transfereerde Lukimya naar Werder Bremen, waar hij een contract voor de duur van drie jaar ondertekende. Drieënhalf jaar later maakte de centrumverdediger de overstap naar het Chinese Liaoning Hongyun. Na anderhalf seizoen werd zijn verbintenis verlengd tot eind 2019.
Dit contract zou hij niet uitzitten, want eind 2018 gingen club en speler uit elkaar. Hierop tekende hij voor anderhalf jaar bij KFC Uerdingen. Na een vertrek in de zomer van 2021 zat Lukimya een half seizoen zonder club, voor hij tekende bij MSV Düsseldorf. Medio 2023 nam 1. FC Monheim hem over. Hier besloot hij in de zomer van 2025 op negenendertigjarige leeftijd een punt te zetten achter zijn actieve loopbaan.

## Interlandcarrière
Lukimya maakte zijn debuut in het voetbalelftal van Congo-Kinshasa op 20 augustus 2008, toen er met 2–1 gewonnen werd van Togo. Lukimya viel in de tweede helft in voor Youssouf Mulumbu. Cédric Makiadi en Lomana LuaLua tekenden voor de Congolese doelpunten.